# Башта Банку Дисконт
Башта Банку Дисконт (івр. מגדל בנק דיסקונט) — хмарочос у Тель-Авіві, Ізраїль. Висота башти становить 130 метрів і має 30 надземних і 7 підземних поверхів. Будівництво було розпочато в 2003 і завершено в 2006 році. Дизайн будівлі розроблено архітектурним бюром Moore Yaski Sivan Architects. 
Штаб-квартира Банку Дисконт.